# Syngonanthus pakaraimensis
Syngonanthus pakaraimensis är en gräsväxtart som beskrevs av Harold Norman Moldenke. Syngonanthus pakaraimensis ingår i släktet Syngonanthus och familjen Eriocaulaceae.

## Underarter
Arten delas in i följande underarter:
- S. p. pakaraimensis
- S. p. rivularis